# Ivaí
Ivaí este un oraș în Paraná (PR), Brazilia.